# Epimetopus
Epimetopus (лат.) — род жуков из семейства Epimetopidae.

## Описание
Водные жуки мелкого размера, вытянутой формы, слабо выпуклые. Длина тела от 1,5 до 3,5 мм. От близких родов отличается закрытыми сзади углублениями передних тазиков; метастернум с однообразной скульптурой, без отграниченной гладкой области. Пронотум нависает над головой в виде выступа. Усики состоят из 9 антенномеров. Глаза крупные. Лапки 5-члениковые. Между пронотумом и надкрыльями перетяжка. Надкрылья равномерно широкие, закругленные сзади, с ребристой поверхностью, без туберкул. Род встречается в Неотропике и в южной части Неарктики.

## Классификация
Известно более 50 видов, которые разделяют на 7 видовых групп. Род Epimetopus был выделен в 1854 году бельгийским энтомологом Жаном Теодором Лакордером (1801—1870). В 2012 году в ходе крупной ревизии, проведённой американским колеоптерологом Филипом Перкинсом, было открыто и описано два десятка новых для науки видов рода.
- Epimetopus acuminatus Perkins, 2012[7]
- Epimetopus angulatus J.Balfour-Browne, 1949
- Epimetopus angustus Perkins, 2012[7]
- Epimetopus apocinus Perkins, 1979[8]
- Epimetopus arcuatus Perkins, 2012[7]
- Epimetopus arizonicus Perkins, 2012[7]
- Epimetopus balfourbrownei Rocha, 1969
- Epimetopus ballatoris Perkins, 2012[7]
- Epimetopus bifidus Perkins, 2012[7]
- Epimetopus burruyacu Oliva, 1986
- Epimetopus clandestinus Perkins, 2012[7]
- Epimetopus clypeatus Perkins, 2012[7]
- Epimetopus coleuncus Perkins, 2012[7]
- Epimetopus costaricensis Perkins, 1979[8]
- Epimetopus costatus (J.L.LeConte, 1874)
- Epimetopus deceptus Perkins, 2012[7]
- Epimetopus ecuadorensis Perkins, 2012[7]
- Epimetopus fimbriatus Perkins, 2012[7]
- Epimetopus fisheri Perkins, 1979[8]
- Epimetopus flavicaptus Fikáček, Barclay & Perkins, 2011[9]
- Epimetopus graniger (Mulsant, 1851)
- Epimetopus hintoni J.Balfour-Browne, 1949
- Epimetopus inaequalis Perkins, 2012[7]
- Epimetopus lacordairei
- Epimetopus lanceolatulus Perkins, 2012[7]
- Epimetopus lanceolatus Perkins, 2012[7]
- Epimetopus latilobus Perkins, 2012[7]
- Epimetopus latisoides Perkins, 2012[7]
- Epimetopus latus Perkins, 2012[7]
- Epimetopus lobilatus Perkins, 2012[7]
- Epimetopus mendeli' Fikáček, Barclay & Perkins, 2011[9]
- Epimetopus microporus Perkins, 2012[7]
- Epimetopus mucronatus Perkins, 2012[7]
- Epimetopus multiportus Perkins, 2012[7]
- Epimetopus oaxacus Perkins, 2012[7]
- Epimetopus panamensis Perkins, 1979[8]
- Epimetopus peruvianus Perkins, 2012[7]
- Epimetopus plaumanni (Costa Lima, 1954)
- Epimetopus plicatus Perkins, 2012[7]
- Epimetopus punctipennis Perkins, 1979[8]
- Epimetopus rectus Perkins, 2012[7]
- Epimetopus robustus Perkins, 2012[7]
- Epimetopus simplex Perkins, 1979[8]
- Epimetopus spatulus Perkins, 2012[7]
- Epimetopus steineri Perkins, 2012[7]
- Epimetopus surinamensis Perkins, 2012[7]
- Epimetopus thermarum
- Epimetopus transversoides Perkins, 2012[7]
- Epimetopus transversus Perkins, 2012[7]
- Epimetopus tridens Perkins, 2012[7]
- Epimetopus trilobus Perkins, 2012[7]
- Epimetopus trogoides
- Epimetopus tuberculatus
- Epimetopus venezuelensis Perkins, 2012[7]
- Epimetopus vianai
- Epimetopus vulpinus Perkins, 2012[7]